# Floyd Red Crow Westerman
Floyd „Red Crow" Westerman (ur. 17 sierpnia 1936 w Dakocie Południowej, zm. 13 grudnia 2007 w Los Angeles) – amerykański aktor, pieśniarz, kompozytor i obrońca praw Indian. Członek plemienia Siuksów (jego imię w języku Dakota brzmi „Kanghi Duta”), zaangażowany (m.in. ze Stingiem) w obronę lasów tropikalnych. Wieloletni działacz Ruchu Indian Amerykańskich (AIM) i Międzynarodowej Rady Indiańskich Traktatów (IITC).

## Życiorys
Urodzony w plemieniu Siuksów Sisseton-Wahpeton w rezerwacie Lake Traverse Dakocie Południowej, w wieku 5 lat został wysłany do szkoły z internatem i wychowywał się z dala od rodziny i plemienia. Jako pedagog, znawca sztuki i teatru, ukończył Northern State College w Dakocie Pd. i wyjechał do Denver w stanie Kolorado, gdzie żył z gry na gitarze. Trudne doświadczenia z tego okresu stały się przyczyną jego zaangażowania w działalność społeczną na rzecz poprawy warunków życia tubylczych Amerykanów (w AIM, współpracując m.in. z Dennisem Banksem i Johnem Trudellem) oraz jednym z tematów jego późniejszej twórczości. Od starszych kolegów nauczył się grać na gitarze, łącząc z czasem elementy muzyki country i rocka z muzycznymi tradycjami indiańskimi.
Występując na muzycznych scenach Kolorado w drugiej połowie lat 60., poznał innego młodego działacza i twórcę z plemienia Siuksów, Vine’a Delorię Jr. i do fragmentów tekstu z jego głośnej książki Custer Died For Your Sins (Custer umarł za wasze grzechy) nagrał popularny później album o tym samym tytule, poświęcony dramatycznej historii i trudnej sytuacji współczesnych Indian.
W kolejnych dziesięcioleciach koncertował w całych Stanach Zjednoczonych i wielu innych krajach z tak znanymi artystami jak Willie Nelson, Buffy Sainte-Marie, Bonnie Raitt, Joni Mitchell, Harry Belafonte, Kris Kristofferson i Jackson Browne. Ceniony jako muzyk, gitarzysta i kompozytor, coraz więcej czasu poświęcał filmowi, zyskując też uznanie jako aktor grający często role indiańskich wodzów i szamanów, ale podejmujący także inne wyzwania aktorskie. Debiutował jako ojciec Lou Diamond Phillipsa w filmie Renegaci (ang. Renegates). Ogółem ma na koncie ponad 50 charakterystycznych ról filmowych i telewizyjnych oraz udział w kilkunastu filmach dokumentalnych.
Znawcy „nowego kina” indiańskiego pamiętają zapewne jego role w Synu Gwiazdy Porannej i Clearcut (oba z 1991 r.), Zerwanych więzach (1993), Szarej Sowie (1999), czy Strażniku Snów (2003). Fani seriali znają go z odcinków McGyvera, Strażnika Teksasu, Przystanku Alaska czy Archiwum X. Wielu kinomanów mogło zapamiętać jego role w filmach The Doors (1991), Odważny (1997), Truth and Dare (2003), czy Hidalgo (2004). Nie mogło zabraknąć Floyda Westermana w mówiącym o „pokoleniu Wounded Knee” filmie Lakota Woman (1994), a jego głos pojawił się m.in. w pionierskiej produkcji tubylczej Powwow Highway z 1989 r., kreskówce Atlantyda: powrót Milo z 2003 r. i dokumentalnym cyklu 500 Narodów z 1995 r.. Po raz ostatni na ekranie wystąpił w 2006 roku w filmie rodzinnym Tillamook Treasure, grając u boku Maxa Gaila, z którym przyjaźnił się od wielu lat.
W 2000, podczas American Indian Expo został uznany za osobowość roku. W 2007 r. za album „A Tribute to Johnny Cash” wyróżniono go muzyczną nagrodą NAMMY (Native American Music Awards).
W ostatnich latach życia chorował na białaczkę, przeszedł przeszczep płuc i musiał ograniczyć działalność publiczną i artystyczną. Jednak do końca tworzył (m.in. rzeźby głów znanych wodzów Indian w brązie) i angażował się w działania na rzecz tubylczej społeczności, w tym w przygotowania do organizowanego przez Dennisa Banksa i innych jego wieloletnich przyjaciół Najdłuższego Marszu 2008 z San Francisco do Waszyngtonu.
Zmarł 13 grudnia 2007 roku w szpitalu w Los Angeles. Pozostawił żonę Rosie, syna i cztery córki. Pochowano go u boku matki w Veblen, w Dakocie Południowej.

### Filmografia
- Tańczący z wilkami (1990)
- Clearcut
- Szara Sowa
- Strażnik Teksasu
- Przystanek Alaska (serial telewizyjny) (1990–1995)
- The Doors
- Z Archiwum X
- Dreamkeeper
- Naturally Native
- The Brave
- Dusting Cliff 7
- Jonathan degli orsi
- Legends of the West
- Red Crow
- Powwow Highway
- We Pray with Tobacco (documentalny)
- Last Party 2000
- Atlantis: Milo's Return
- Truth and Dare...
- Legends of the West
- 500 years
- Bufallo Girls
- Nieugięta
- Zerwane więzy
- Siringo
- Millenium
- Duch II

## Dyskografia
- Custer Died for Your Sins (1969)
- This Land is Your Mother (1982)
- A Tribute to Johnny Cash (2006)